# International Football Association Board
International Football Association Board (IFAB) er organet der udarbejder The Laws of the Game for fodbold.

## Operationer
IFAB består af repræsentanter fra hver af Storbritanniens fire fodboldforbund — Englands The Football Association (The FA), Skotlands Scottish Football Association (SFA), Wales' Football Association of Wales (FAW) og Nordirlands Irish Football Association (IFA) — og Fédération Internationale de Football Association (FIFA), det internationale fodboldforbund. Hvert britisk forbund har en stemme, og FIFA har fire. IFAB-drøftelser skal accepteres af 3/4 af stemmerne, hvilket svarer til seks stemmer. Derfor er FIFAs accept nødvendig for en hvilken som helst IFAB-beslutning, men FIFA kan ikke alene ændre The Laws of the Game — de bliver nødt til at have medhold fra mindst to af de britiske forbund. Det er også et quorum-krav, at mindst fire af de fem medlemsforbund, hvoraf ét skal være FIFA, skal være tilstede, for at et møde kan finde sted.